# Pakistan Air Force FC
Der Pakistan Air Force Football Club (Urdu کپاکستان ایئر فورس فٹ بال کلب), auch bekannt als PAF FC, ist ein Armeesportverein der pakistanischen Armee. Aktuell spielt der Verein in der höchsten Liga des Landes, der Pakistan Premier League.

## Erfolge
- National Football League: 1985/86
- PFF Cup: 2014, 2018

## Stadion
Der Verein trägt seine Heimspiele im Punjab-Stadion in Lahore aus. Das Stadion hat ein Fassungsvermögen von 10.000 Personen. Eigentümer der Sportstätte ist die Pakistan Football Federation.

## Saisonplatzierung
| Saison  | Liga                    | Teams | Platz | PFF Cup              |
| ------- | ----------------------- | ----- | ----- | -------------------- |
| 2009/10 | Pakistan Premier League | 14    | 11.   | Viertelfinale (2010) |
| 2010/11 | Pakistan Premier League | 16    | 7.    | Viertelfinale (2011) |
| 2011/12 | Pakistan Premier League | 16    | 11.   | Gruppenphase (2012)  |
| 2012/13 | Pakistan Premier League | 16    | 5.    | Halbfinale (2013)    |
| 2013/14 | Pakistan Premier League | 16    | 4.    | Sieger (2014)        |
| 2014/15 | Pakistan Premier League | 12    | 3.    | Viertelfinale (2015) |
| 2015/16 |                         |       |       | Halbfinale (2016)    |
| 2016/17 |                         |       |       |                      |
| 2017/18 |                         |       |       | Sieger (2018)        |
| 2018/19 | Pakistan Premier League | 16    | 2.    | Viertelfinale (2019) |
| 2021    |                         |       |       | Viertelfinale        |

## Trainerchronik
| Trainer       | Nation   | von         | bis       |
| ------------- | -------- | ----------- | --------- |
| Aslam Khan    | Pakistan | Januar 2014 | Juni 2019 |
| Shahzad Anwar | Pakistan | Juli 2021   | heute     |